# 細身半鱨
細身半鱨（学名：Hemibagrus gracilis），為輻鰭魚綱鯰形目鱨科的其中一種，為熱帶淡水魚類，分布於亞洲馬來半島淡水流域，體長可達40.5公分，棲息在沙石底質溪流底層水域，生活習性不明。
其种加词来源于拉丁文“gracilis”，意为“纤细的”。

## 扩展阅读
維基物種上的相關：細身半鱨